# Luma obscuralis
Luma obscuralis là một loài bướm đêm trong họ Crambidae.